# Мюррей (Юта)
Мюррей (англ. Murray) — місто (англ. city) в США, в окрузі Солт-Лейк штату Юта. Населення — 50 637 осіб (2020).

## Географія
Мюррей розташований за координатами 40°39′2″ пн. ш. 111°53′11″ зх. д. / 40.65056° пн. ш. 111.88639° зх. д. (40.650585, -111.886519).  За даними Бюро перепису населення США в 2010 році місто мало площу 31,84 км², з яких 31,84 км² — суходіл та 0,01 км² — водойми.

### Клімат
| Клімат : Мюррей         | Клімат : Мюррей | Клімат : Мюррей | Клімат : Мюррей | Клімат : Мюррей | Клімат : Мюррей | Клімат : Мюррей | Клімат : Мюррей | Клімат : Мюррей | Клімат : Мюррей | Клімат : Мюррей | Клімат : Мюррей | Клімат : Мюррей | Клімат : Мюррей |
| Показник                | Січ.            | Лют.            | Бер.            | Квіт.           | Трав.           | Черв.           | Лип.            | Серп.           | Вер.            | Жовт.           | Лист.           | Груд.           | Рік             |
| Абсолютний максимум, °C | 16,1            | 19,4            | 24,4            | 30,0            | 33,9            | 37,8            | 38,3            | 38,9            | 35,6            | 30,0            | 23,9            | 20,0            | 38,9            |
| Середній максимум, °C   | 3,9             | 6,7             | 11,7            | 16,1            | 21,1            | 27,8            | 31,7            | 31,1            | 25,6            | 18,3            | 10,0            | 4,4             | 17,4            |
| Середній мінімум, °C    | −3,9            | −1,1            | 2,8             | 6,1             | 10,6            | 15,6            | 19,4            | 18,9            | 13,9            | 7,8             | 1,7             | −2,8            | 7,5             |
| Абсолютний мінімум, °C  | −13,3           | −19,4           | −8,9            | −3,3            | −1,1            | 3,9             | 10,0            | 7,2             | 2,8             | −5              | −11,1           | −21,1           | −21,1           |
| Норма опадів, мм        | 40              | 41              | 51              | 55              | 59              | 21              | 18              | 16              | 31              | 43              | 42              | 32              | 400             |
| ----------------------- | --------------- | --------------- | --------------- | --------------- | --------------- | --------------- | --------------- | --------------- | --------------- | --------------- | --------------- | --------------- | --------------- |
| Джерело:                |                 |                 |                 |                 |                 |                 |                 |                 |                 |                 |                 |                 |                 |

## Демографія
Згідно з переписом 2010 року, у місті мешкало 46 746 осіб у 18 226 домогосподарствах у складі 12 049 родин. Густота населення становила 1468 осіб/км².  Було 19181 помешкання (602/км²).
Расовий склад населення:
| - 88,6 % — білих - 2,4 % — азіатів - 1,7 % — чорних або афроамериканців - 0,8 % — корінних американців - 0,4 % — вихідців з тихоокеанських островів - 3,3 % — осіб інших рас |

До двох чи більше рас належало 2,8 %. Частка іспаномовних становила 9,1 % від усіх жителів.
За віковим діапазоном населення розподілялося таким чином: 23,7 % — особи молодші 18 років, 62,4 % — особи у віці 18—64 років, 13,9 % — особи у віці 65 років та старші. Медіана віку мешканця становила 34,6 року. На 100 осіб жіночої статі у місті припадало 93,4 чоловіків;  на 100 жінок у віці від 18 років та старших — 91,3 чоловіків також старших 18 років.
Середній дохід на одне домашнє господарство  становив 72 602 долари США (медіана — 54 685), а середній дохід на одну сім'ю — 83 244 долари (медіана — 67 726). Медіана доходів становила 48 489 доларів для чоловіків та 37 197 доларів для жінок. За межею бідності перебувало 12,7 % осіб, у тому числі 19,2 % дітей у віці до 18 років та 6,8 % осіб у віці 65 років та старших.
Цивільне працевлаштоване населення становило 25 851 особа. Основні галузі зайнятості: освіта, охорона здоров'я та соціальна допомога — 21,7 %, науковці, спеціалісти, менеджери — 12,3 %, виробництво — 10,8 %, роздрібна торгівля — 10,7 %.

## Відомі люди
- Шон Пол Бредлі — американський та німецький професійний баскетболіст
- Пол Гант — американський тренер з гімнастики та гімнастичний клоун
- Кріс Мездер — американський саночник, олімпійський медаліст
- Кім Пік — американський савант, прототип головного героя фільму Людина дощу